# اچ‌ام‌اس اس۱ (۱۹۱۴)
اچ‌ام‌اس اس۱ (۱۹۱۴) (به انگلیسی: HMS S1 (1914)) یک زیردریایی بود که طول آن ۴۵٫۱ متر (۱۴۸ فوت ۰ اینچ) بود. این زیردریایی در سال ۱۹۱۴ ساخته شد.